# Больше-Жирово
Больше-Жирово (Большежирово) — деревня в Асиновском районе Томской области России. Входит в состав Ягодного сельского поселения.

## География
Деревня находится в южной части Томской области, на левом берегу реки Яя, вблизи места впадения в неё реки Латат, примерно в 20 км к югу от города Асино и в 80 км к северо-востоку от Томска. Абсолютная высота — 105 метров над уровнем моря.

## История
Больше-Жирово было основано в 1806 году. В «Списке населенных мест Российской империи» 1868 года издания населённый пункт упомянут как казённая деревня Большая Жирова Томского округа (3-го участка) при речке Улоте, расположенная в 134 верстах от губернского города Томска. В деревне имелось 13 дворов и проживало 97 человек (50 мужчин и 47 женщин).
В 1911 году в деревне Больше-Жирова, относившейся к Ново-Кусковской волости Томского уезда, имелось 46 дворов и проживало 474 человека (238 мужчин и 236 женщин). Имелось три мукомольных водяных мельницы, торговая мелочная лавка и хлебозапасный магазин.
По данным 1926 года в деревне имелось 98 хозяйств и проживало 526 человек (в основном — русские). Функционировали школа I ступени и лавка общества потребителей. В административном отношении Больше-Жирова входила в состав Ягодинского сельсовета Ново-Кусковского района Томского округа Сибирского края.

## Население
| 1926 | 1939 | 1959 | 1970 | 1979 | 1989 | 2002 |
| ---- | ---- | ---- | ---- | ---- | ---- | ---- |
| 526  | ↘512 | ↘254 | ↘224 | ↘80  | ↘47  | ↘41  |
| 2010 | 2012 | 2013 | 2014 | 2015 | 2019 | 2021 |
| ↘29  | ↗30  | ↗36  | ↘34  | ↘32  | ↘29  | ↗39  |

Гендерный состав
По данным Всероссийской переписи населения 2010 года в гендерной структуре населения мужчины составляли 58,6 %, женщины — соответственно 41,4 %.
Национальный состав
Согласно результатам переписи 2002 года, в национальной структуре населения русские составляли 98 %.